# Morren (Kreis Heiligenbeil)
Morren war ein Ort im Kreis Heiligenbeil in Ostpreußen. Seine Ortsstelle befindet sich heute im Munizipalkreis Rajon Bagrationowsk (Stadtkreis Preußisch Eylau) in der russischen Oblast Kaliningrad (Gebiet Königsberg (Preußen)).

## Geographische Lage
Die Ortsstelle Morrens liegt im südlichen Westen der Oblast Kaliningrad, 24 Kilometer nordöstlich der früheren Kreisstadt Heiligenbeil (russisch Mamonowo) bzw. 30 Kilometer nordwestlich der heutigen Rajonshauptstadt Bagrationowsk (deutsch Preußisch Eylau).

## Geschichte
Murren wurde 1507 erstmals urkundlich erwähnt. Das kleine Gutsdorf wurde nach 1518 Morkenn und vor 1785 bereits Morren genannt.
Als 1874 der Amtsbezirk Pörschken (russisch Nono-Moskowskoje) im ostpreußischen Kreis Heiligenbeil errichtet wurde, war der Gutsbezirk Morren von Anfang an dazugehörig. 58 Einwohner zählte Morren im Jahre 1910.
Am 30. September 1928 vereinigten sich die Exklave Gemarkung Forst Greiben des Gutsbezirks Morren sowie die Gutsbezirke Albeneck, Grünwehr und Praußen mit der Landgemeinde Legnitten (russisch Proletarskoje), sowie die Gutsbezirke Groß Klingbeck und der Rest von Praußen sowie der Rest von Morren mit der Landgemeinde Wargitten (russisch Oktjabrskoje).
Mit dem gesamten nördlichen Ostpreußen kam Morren 1945 in Kriegsfolge zur Sowjetunion. Danach gibt es von Morren keine Nachrichten mehr, der Ort galt schon bald als untergegangen. Seine Ortsstelle liegt im Rajon Bagrationowsk (Stadtkreis Preußisch Eylau) in der russischen Oblast Kaliningrad (Gebiet Königsberg (Preußen)).

## Religion
Der Gutsort Morren gehört bis 1945 zum evangelischen Kirchspiel der Kirche Pörschken (russisch Nowo-Moskowskoje) in der Kirchenprovinz Ostpreußen der Kirche der Altpreußischen Union.

## Verkehr
Die kaum noch erkennbare Ortsstelle von Morren ist sowohl von Oktjabrskoje (Wargitten) als auch von Proletarskoje (Legnitten) aus zu erreichen.
Der Haltepunkt O.p. 1307 km ist heute die nächste Bahnstation. Sie liegt an der Bahnstrecke Kaliningrad–Mamonowo (deutsch Königsberg–Heiligenbeil), einem Teilabschnitt der einstigen Preußischen Ostbahn.